# Santa Margherita e il drago
Santa Margherita e il drago è un dipinto raffigurante Margherita di Antiochia, realizzato nel 1518 circa da Raffaello. Attualmente è esposto al Kunsthistorisches Museum di Vienna.
Nel dipinto la donna è raffigurata subito prima di essere inghiottita viva dal dragone. La santa si mostra impavida, mentre stringe il crocifisso che la salverà una volta che sarà stata ingoiata. Un'altra versione del dipinto, esposta al Louvre, la mostra mentre stringe un ramo di palma.
Il dipinto, citato già da Marcantonio Michiel, è documentato nel catalogo Theatrum Pictorium, realizzato da David Teniers il Giovane per la collezione di opere di Leopoldo Guglielmo d'Austria, nel 1659 e nel 1673, ma il dipinto aveva già goduto di notorietà nelle opere di Teniers raffiguranti la collezione d'arte dell'arciduca. 

## Galleria d'immagini

Versione del Louvre
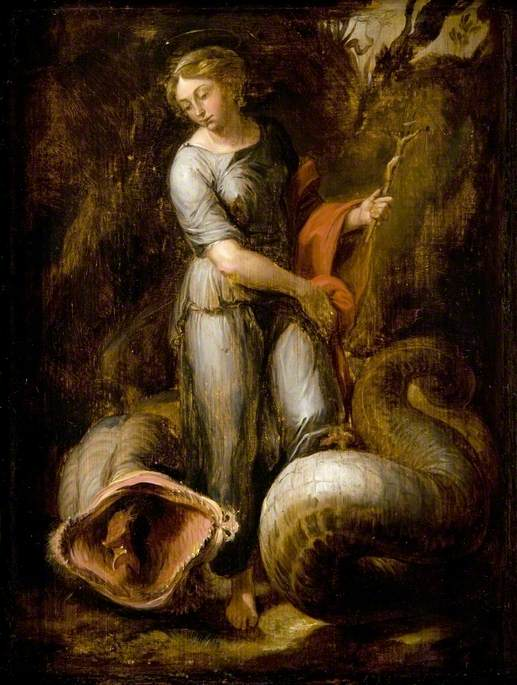
Versione di Teniers come modello per incisioni e dipinti, oggi conservata alla Kelvingrove Art Gallery di Glasgow.
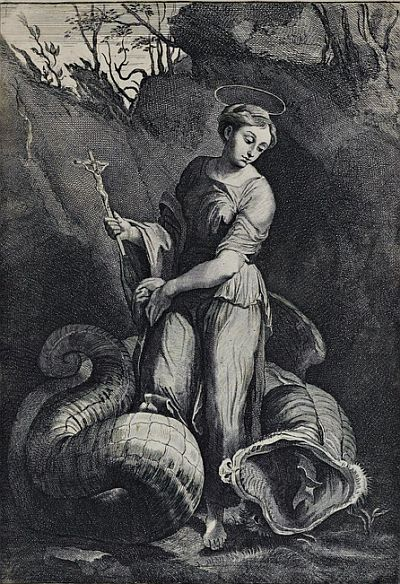
Incisione del 1673 dal catalogo di Teniers, da Jan van Troyen.
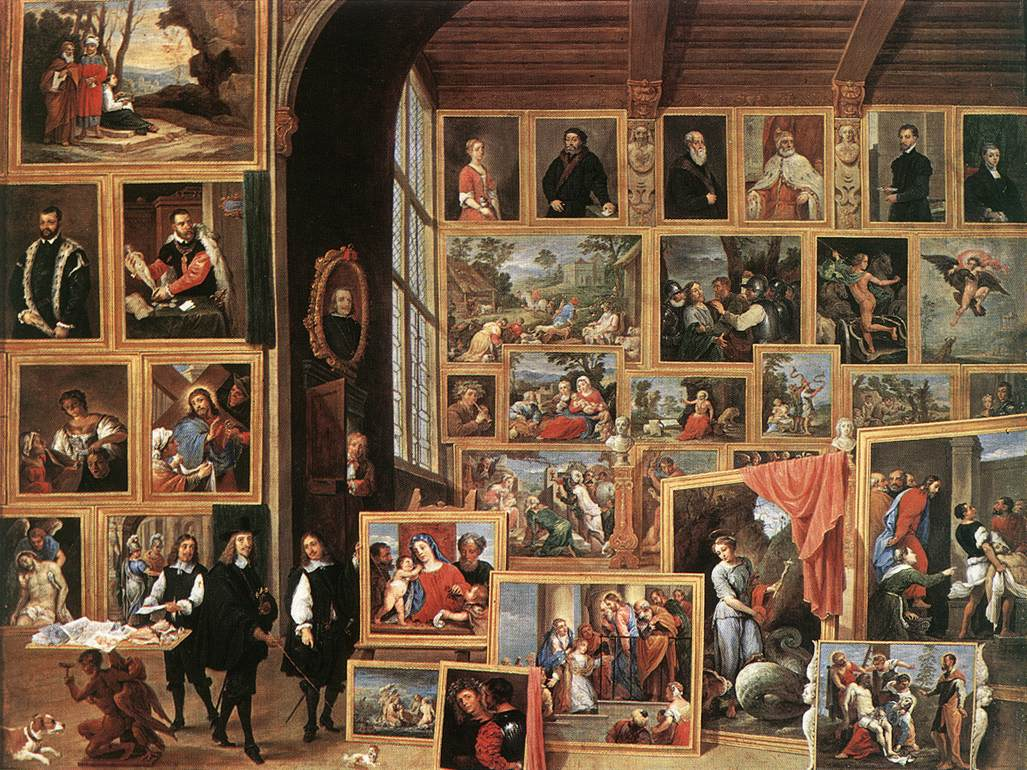
Galleria di Leopoldo Guglielmo d'Austria (Schleissheim), 1640
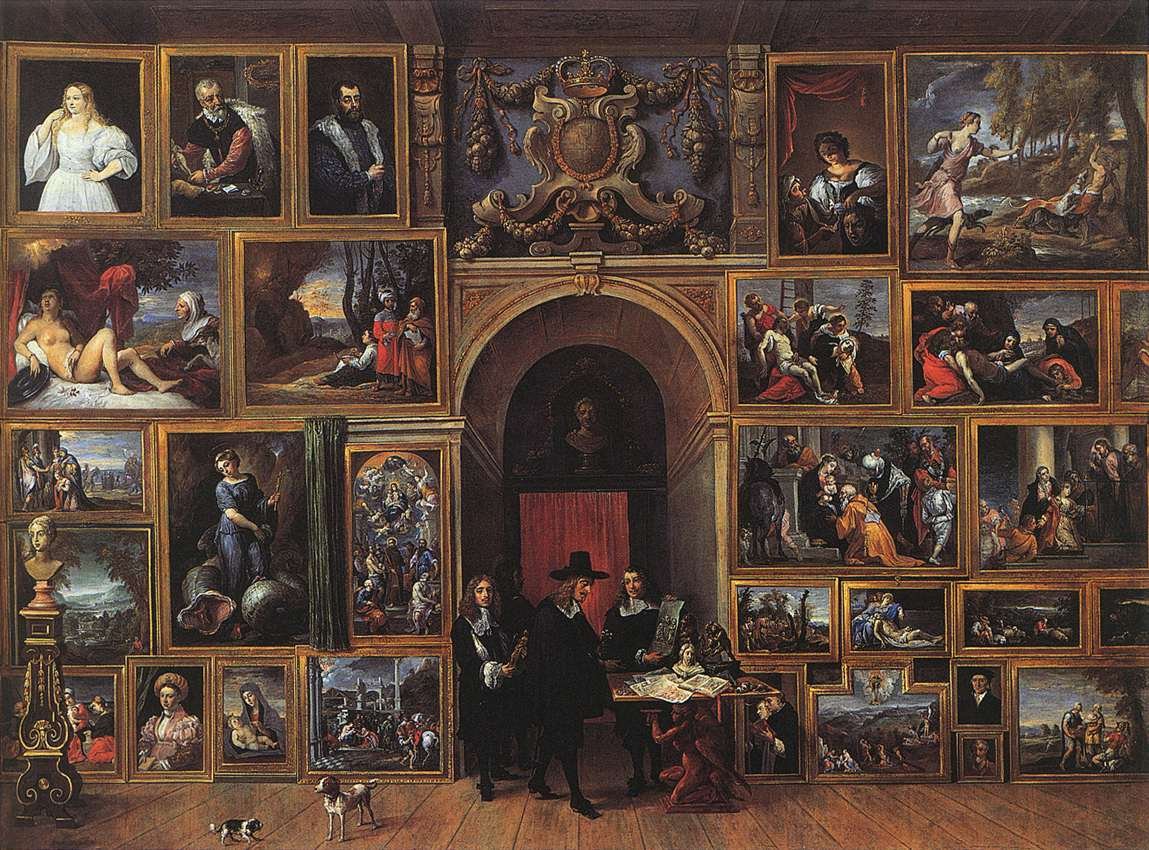
Galleria di Leopoldo Guglielmo d'Austria (Brussels), 1651
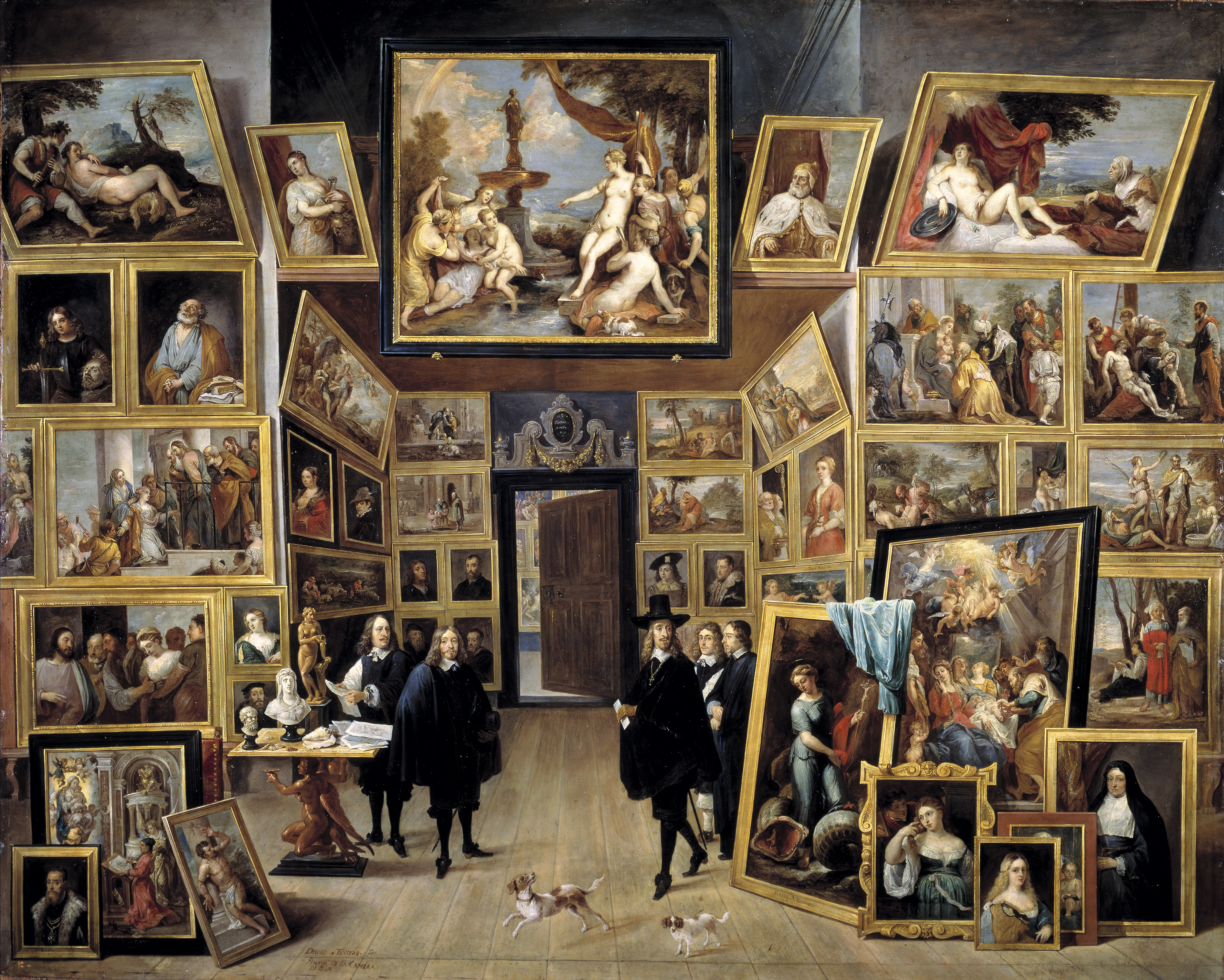
Leopoldo Guglielmo d'Austria nella sua galleria d'arte a Bruxelles, 1651
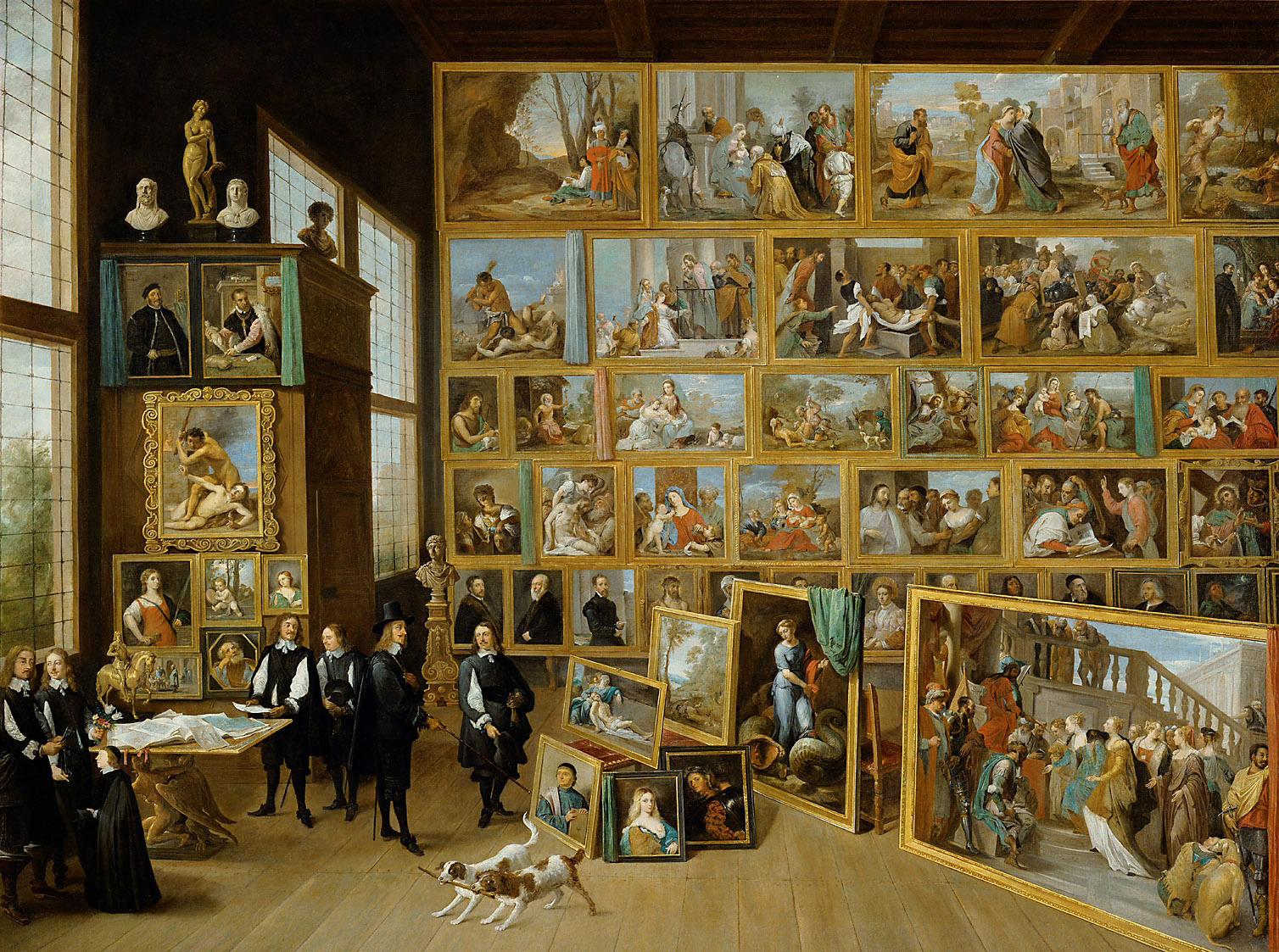
Galleria dell'arciduca Leopoldo Guglielmo a Bruxelles (Vienna), 1651
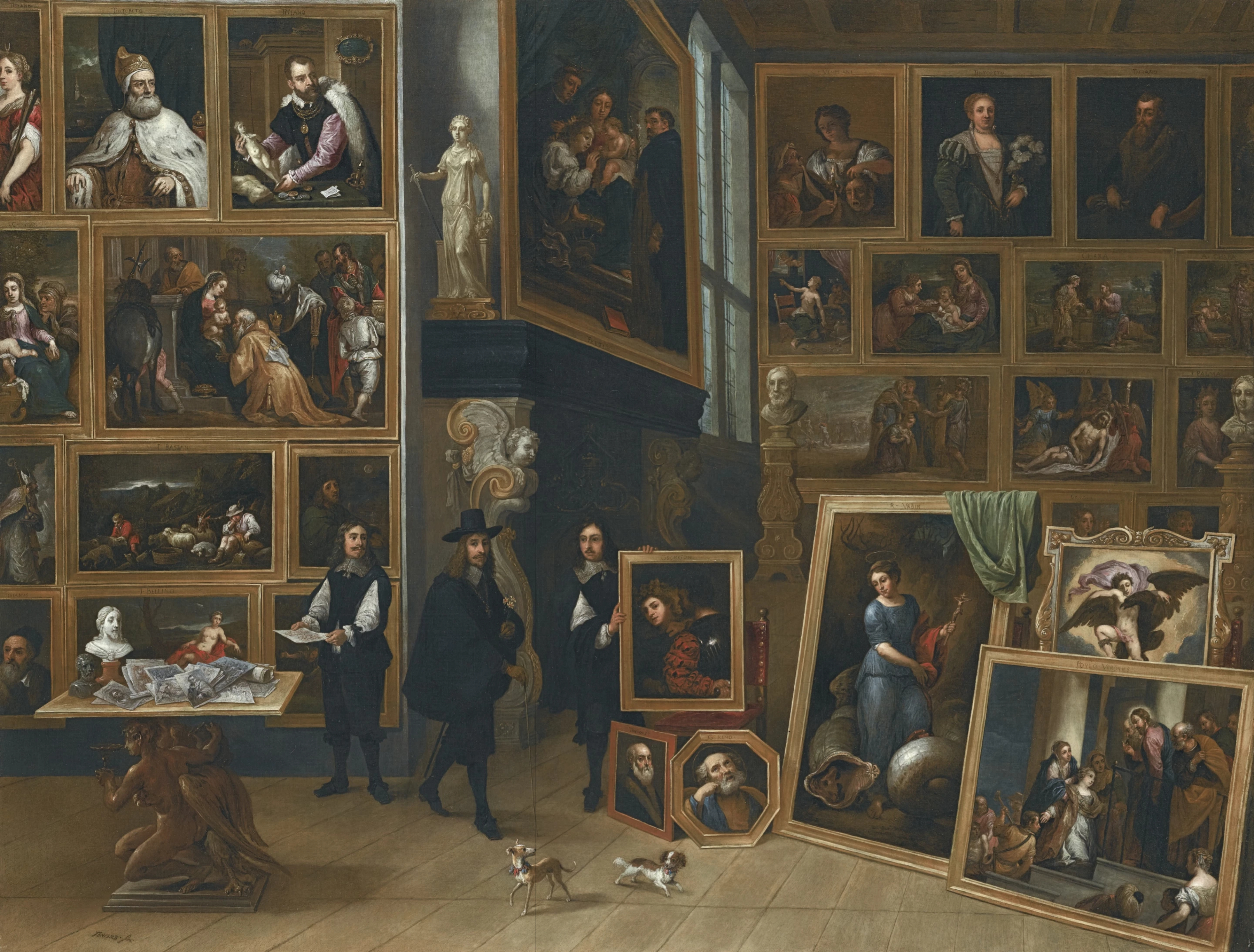
c.1651